# Szársomlyó Természetvédelmi Terület

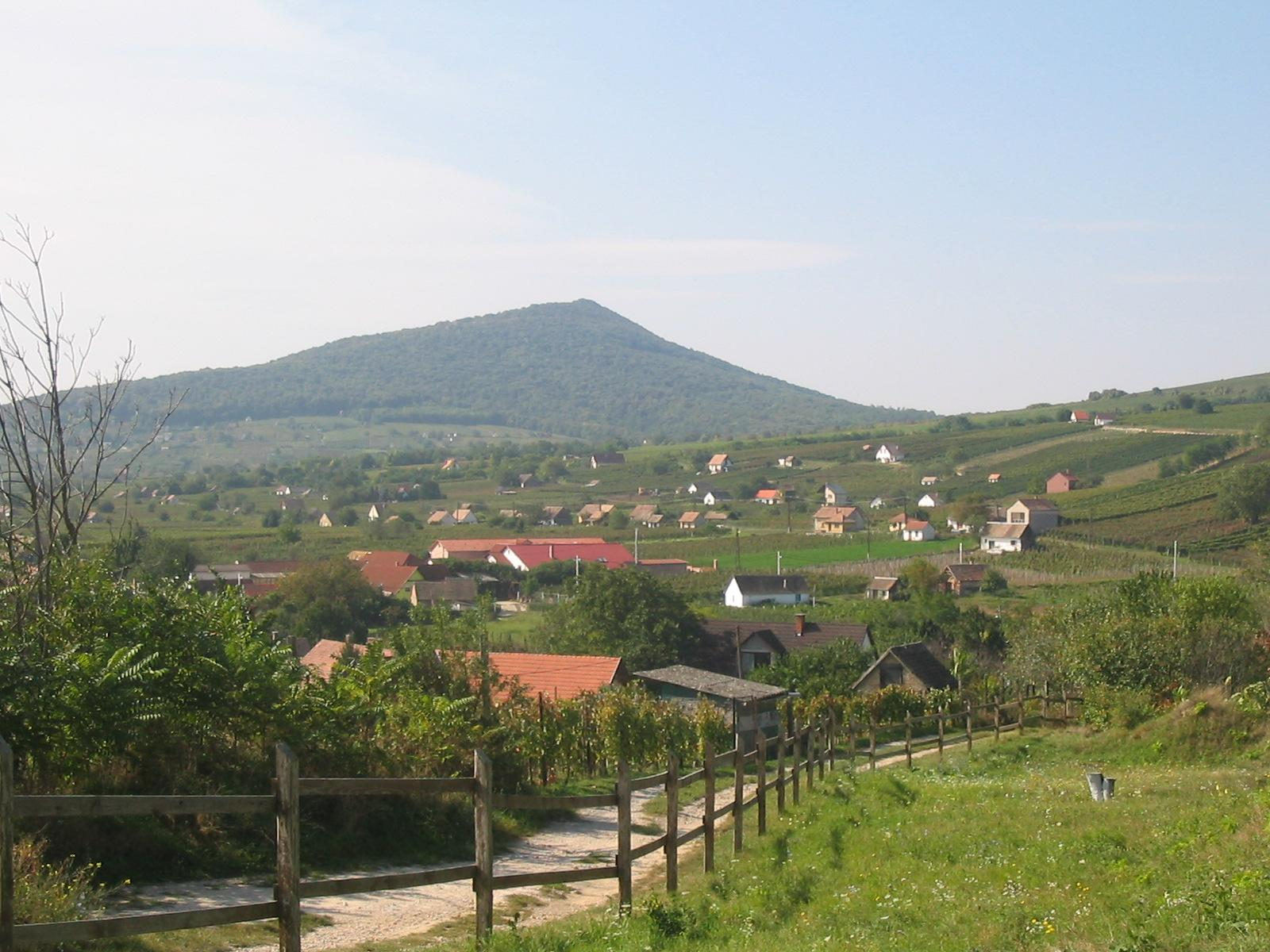
A hegy körüli lejtő ideális a szőlőtermelésre

A Szársomlyó (más néven: Harsányi- vagy Nagyharsányi-hegy, népies nevén Ördögszántotta hegy, a régi időkben Várhögy vagy Sár-Sumlu) a Villányi-hegység legmagasabb, 442 méteres hegytömbje, amely magányosan ugrik ki környezetéből Baranya vármegye déli részén. Hazánk legdélebbi hegye.
A lábánál helyezkednek el Kisharsány, Nagyharsány és Villány települések; közúti megközelítését a mindhármat érintő 5701-es út teszi lehetővé.
A középhegység vonulatával és a Mecsekkel sem összefüggő, nyugati irányból cukorsüveg látványú mészkő-szigethegy hossza 3,2, szélessége 1,7 kilométer. Mintegy 300 méterrel emelkedik a Dráva-sík fölé. Nevébe azért került a „tar, kopasz” jelentésű szár előtag, mert meredek, sziklás déli lejtője nem tudott beerdősülni. Nagyharsány felé eső oldalát hatalmas barázdák szántják (innen ered az Ördögszántotta elnevezés, melyhez legenda is kapcsolódik, ld. alább). Ezek a felszíni karrjelenségek azért alakulhattak ki, mert a hegy anyagát képező, tengeri üledék eredetű mészkövet nagy területeken nem fedi termőtalaj.
Fényes Elek 1851-es Magyarország Geographiai szótára c. művében ezt írta: „A helység felett emelkedő, czukorsüveg formájú magas hegyének tetején, láthatni egy régi vár omladékait, honnan Bács, Baranya, Verőcze vidékeire felséges kilátás nyílik”. A romokból ma már csak két várfal talapzata látható.

## Geológiája

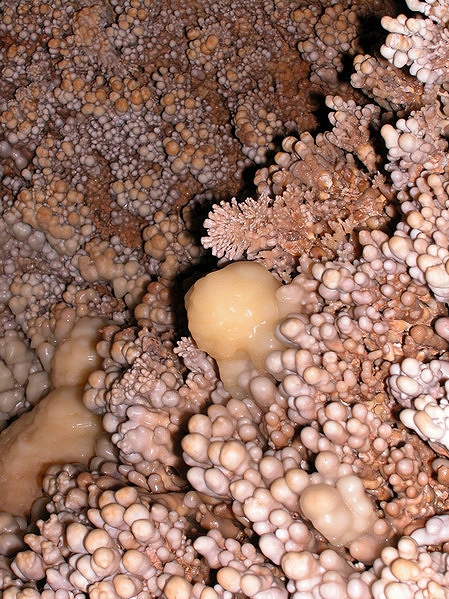
Képződmények a Nagyharsányi-kristálybarlangban

A hegy mészkövét kialakító üledék a mezozoikum idején itt hullámzó tengerben rakódott le. Az üledékanyag nem időben folytonos, mert a terület többször is kiemelkedett, utoljára a késő kréta idején. Ettől kezdve nem került többé víz alá – bár a pliocénben a Pannon-tenger körbevette –, és elkezdett lepusztulni.

### Kőbányászat
Szársomlyó Siklós felőli végén 1903-ban nyílt kőbánya. 1910-től a közeli Beremend nagy cementművét innen látták el ipari mennyiségű mészkővel. A Dél-Dunántúl legnagyobb kőbányája ez, amelynek 30–40 méter magas sziklafalai bizarr hátteret adnak Nagyharsány községnek. 1936–44 között a „szerencsétlen” hegy gyomrában némi bauxitot is találtak, ám ennek kitermelését gazdaságtalansága és a világháború miatt abbahagyták. A felhagyott tárók meddőhányói a déli oldalon ma is láthatók, a tárnákban denevérek tanyáznak. A mészkőbányászat jelenleg is folyik, ám a Duna–Dráva Nemzeti Park Igazgatóság komoly intézkedéseket hoz annak érdekében, hogy megőrizzék a táj szépségét. Az 1960-as évek közepéig a hegy keleti végében is működött egy kisebb tsz-kőbánya. Ez a felhagyott bányakatlan ad otthont a villányi nemzetközi szobrász-alkotótelepnek (ld. alább).

### A kristálybarlang
1994. április 7-én egy bányarobbantás nyomán került felszínre a szép és ritka ásványkiválásokat (olyan kiválásformákat is, amelyekre Magyarországon először itt bukkantak rá) és magyarországi viszonylatban tágas járatokat őrző Nagyharsányi-kristálybarlang bejárata. Mintegy 1400 méter hosszúságot tártak fel belőle, amelyből az első száz méter kiépített. A belépést azonban csak kivételes esetekben engedélyezi a nemzeti park igazgatósága a szakemberek számára, kutatási célból. A barlangrendszer nyugati végében gerinces ősmaradványokra leltek, melyek közt Jánossy Dénes pleisztocén kori földikutya-maradványokat azonosított.

## A szoborpark

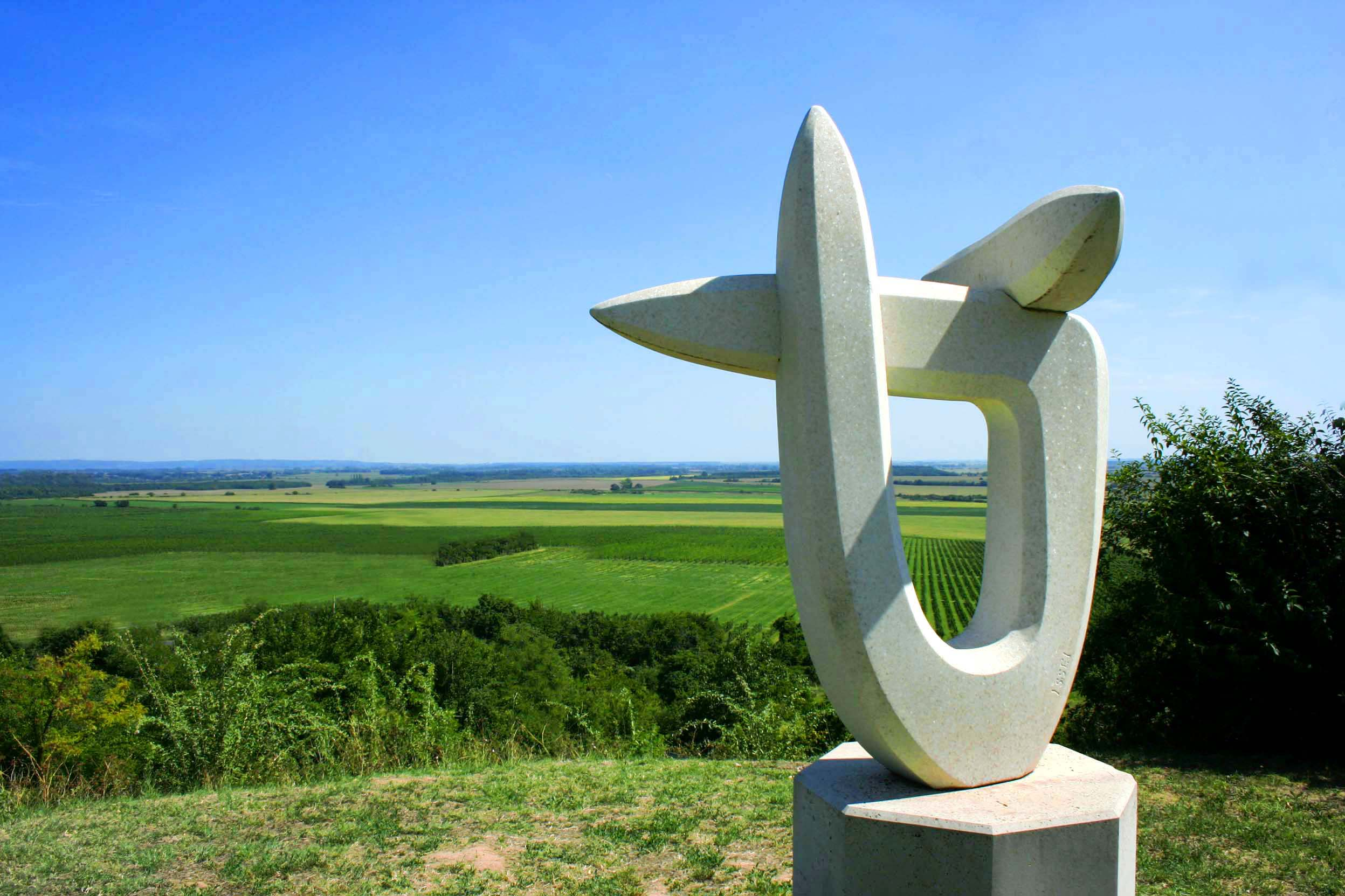
Kilátás a szoborparkból

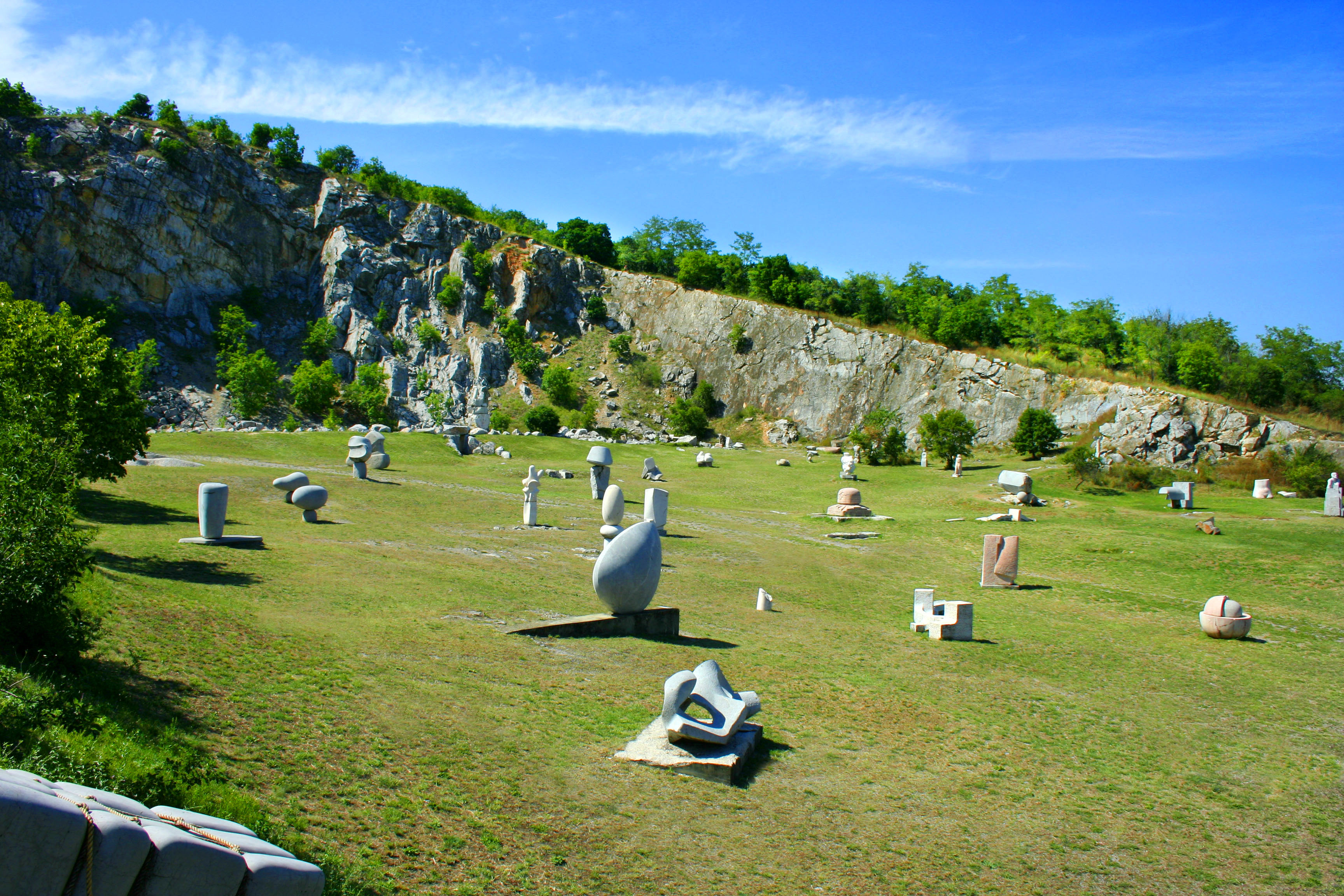
A Szársomlyó régi mészkőbányájából kialakított szoborpark

Szársomlyó felhagyott keleti tsz-kőbányájában 1967–68-ban nemzetközi alkotótelepet létesítettek, Villányi szoborpark néven. (Közigazgatásilag ekkor a bánya – ahogy Nagyharsány is – Villányhoz tartozott.) Másik neve Szársomlyói szoborpark, de manapság inkább a Nagyharsányi szoborpark elnevezés használatos. Túlnyomórészt helyi kőből vagy a siklósi Rózsabánya hulladékköveiből faragott alkotások láthatók benne, az időszakosan itt dolgozó hazai és külföldi művészek munkái. Az alkotótelep létrehozója és fő szervezője Rétfalvi Sándor szobrászművész volt. A park anyagának bővüléséhez az évtizedek során neves alkotók járultak hozzá, köztük Bocz Gyula, Székely Péter (Pierre Székely), Martyn Ferenc, Bencsik István, Orosz János, Varga Imre, Keserü Ilona, Kovács Ferenc, Ócsai Károly, Csontos László, Farkas Ádám, Gaál Tamás, Kígyós Sándor, Gulyás Gyula, Veszprémi Imre, Buczkó György, Böszörményi István, Horváth Ottó, a külföldiek közül Peter Roller, Juraj Gavula, Ruggero Pazzi, Vittorio di Muzio, Gojcsi Kitawaga, Isszei Amemija, Colin Foster, George Apostu és sokan mások. A Pécsi Tudományegyetem Művészeti Karának mesterképzős hallgatói is dolgoznak itt. A művészek a közeli Gyimóthy-villában kapnak szállást és ellátást. A bányakatlanban kompresszorház biztosítja a szobrok megmunkálásához használt szerszámgépekhez szükséges sűrített levegőt és ipari áramot.

## Klíma
A hegy klímája kifejezetten mediterrán jellegű. Az átlagos évi napfénytartam a Szársomlyón magas, 2000–2100 óra, az évi átlagos hőmérséklet 11 °C. Mediterrán vonás az is, hogy a csapadékeloszlás kettős maximumú: tavaszi és őszi.

## Szőlészet, borászat
Nemcsak a hegy napsütötte déli szoknyáján terem igen jó borszőlő, hanem a környező lapályon is. Villányban vörösbort, a Kisharsány és Siklós felé eső oldalakon főleg fehérbort termelnek. Szársomlyó környékét klímája és talaja a hagyományos mezőgazdasági, szántóföldi művelésre ugyancsak kiválóan alkalmassá teszi.

## Élővilága

### Flóra
A hegy növényvilágának különlegességeire 1925-ben Boros Ádám botanikus hívta fel a figyelmet, aki 1932-ben növényrezervátum létrehozását javasolta. Egy szűk területet 1944-ben védetté is nyilvánítottak, a védettség azonban csak 1989-től terjedt ki a hegy zömére. A Szársomlyón 75 védett növényfaj él, közülük négy csak itt található meg hazánkban: a magyar kikerics – amely az erősen inszolált, hamar felmelegedő déli lejtőn sokszor már januárban kivirágzik –, a bakszarvú lepkeszeg, a korongos lucerna és a törpe szádorgó. A ritkás karsztbokorerdőben, a virágoskőris és a molyhostölgy cserje méretű példányai tövében igazi kuriózum a magyar méreggyilok, de jellemző a baranyai peremizs, az illatos hunyor és a berki habszegfű is. Az északi lejtőn szép populációja tenyészik a szúrós és a lónyelvű csodabogyónak. Árvalányhaj is nagy tömegben ékesíti a lejtőket.

### Fauna
Szársomlyó és közvetlen környéke ritkább madarai közül a kígyászölyv, a bajszos- és a sövénysármány, valamint a kövirigó említendő meg.
A rovarok közül jellemző az óriás énekeskabóca és ellensége, a kabócaölő, a magyar aknászpók és a leghosszabb, a fűrészlábú szöcske. Számos, nálunk ritka, délszaki lepkefaj is él a Harsányi-hegyen, köztük a kék lonclepke és rejtett életmódú bagolylepkék.
A puhatestűek közül egy bánáti csigafaj a hegy jellegzetessége.
A repedésekben búvik meg a pannon gyík és a fokozottan védett, de az emberre veszélytelen haragos sikló, mely Magyarországon nagyon ritka – két hazai populációjának egyike itt él.
A nagyharsányi bánya felhagyot bauxittárnáiban denevérek találtak otthonra.

## Történelme
Szársomlyó kövét már a rómaiak is bányászták.
A tatárjárás után IV. Béla magyar király ösztönzésére várat építettek.
Déli lejtőin vívott meg 1687. augusztus 12-én a Lotaringiai Károly herceg vezette 60 ezer fős császári had a Szulejmán nagyvezír irányítása alatt álló 80 ezer fős török sereggel. A „második mohácsi csatának” is titulált nagyharsányi csata, melyben Károly serege tönkreverte a törököt, véget vetett a 150 éves magyarországi oszmán uralomnak.

## Érdekességek

### A Harsányi-hegy legendája
A térképeken Szársomlyó vagy Harsányi-hegy szerepel, de a környék népének ajkán gyakran hallani az Ördögszántotta hegy elnevezést is. Az alábbi legendát Kémesen jegyezték le, a helyi dél-somogyi nyelvjárásban:
„Volt egy gyönyörű lány, akire szömöt vetött az ördög. Egy napon megjelönt az anyjánál, és azt mondta, add neköm a lányodat, mert úgy is elviszöm. A furfangos öregasszony fogadást ajánlott az ördögnek: Ha napkeltéig fölszántod a Harsányi-hegyet, elvihetöd. Az ördög alkonyat után nagy garral nekilátott. Még éjfél se vót, már végzött is a hegy egyik felivel. Az anya megrémült. Mit csinyáljon? Mit csinyáljon? - Bémönt a tikólba, megkereste a kokast, a lába közé fogta és jól megszorétotta, erre az elkezdött kukorékóni, a környék kakasai meg mind utána mondták. Amikor az ördög meghallotta, azt hitte, hajnalodik és elvesztötte a fogadást. Mérgében dúlva-fúlva visszafutott a pokolba, ahol lemönt, forró kénköves víz fakadt. Ebbű lett a harkányi feredő. Az anyja csalafintasága révén így menekült meg a lány, a szél barázdálta hegyet meg azúta is Ördögszántotta-hegynek híjják.”
Más elbeszélésekben a leányt Harkának hívják, az anya pedig egy vén banya, aki gyakran látogat az ördög. Az ördög, mielőtt bebújt volna a földbe, eldobta az ekéjét, ekkor keletkezett a beremendi domb. A bocskorából futás közben folyamatosan esett ki a föld, így keletkezett a Tenkes és a Szársomlyó közti dombsor, vagyis a Villányi-hegység. Az ördög a Szársomlyót 12 fekete macskával szántotta föl, Harka anyja pedig maga kukorékolt, és aztán kezdtek kukorékolásba a falu kakasai.